# 八海山
八海山（はっかいさん）は、新潟県南魚沼市にある岩峰群である。最高峰は標高1,778mの入道岳であり、古くから霊山として崇められてきた。越後駒ヶ岳、中ノ岳とともに越後三山（魚沼三山）の1峰で、日本200名山のひとつ。

## 登山
山頂の岩峰群をたどる道は非常に険しく、垂直に近い鎖場が連続する。過去に柴門ふみの父親が遭難するなど遭難者も多く、初心者が安易に取り付くことは危険である。また、中ノ岳からの縦走路は、一旦最低鞍部のオカメノゾキまで標高差にして800m下ってから500m登り返すもので、細かい上下も多い難路である。

### ルート
大崎口
八海山尊神社里宮－霊泉小屋－四合目（八海山ロープウェー山頂駅付近）－女人堂－薬師岳－千本檜小屋－大日岳－入道岳
千本檜小屋と大日岳の間は八ッ峰と呼ばれる岩峰が連続している鎖場のため、自信のない人は迂回路を利用すること。
城内口
（屏風道）八海神社里宮－二合目－清滝－ノゾキの松－千本檜小屋
（新開道）八海神社里宮－二合目－稲荷清水－カッパ倉－大日岳
屏風道の清滝より上部は鎖場が連続しているので、初心者は安易に立ち入らないこと。下山は禁止されている。
大倉口
坂本神社里宮－四合半（大崎口と合流）
阿寺山コース
山口－八ツ峰養魚－ジャバミ清水－阿寺山－五竜岳－入道岳
越後三山縦走コース
入道岳－五竜岳－オカメノゾキ－御月山－中ノ岳
当コースは非常に難路であり、エスケープルートもないため、通過には相当な準備が必要である。水場も中ノ岳手前の祓川までは一切なく、通過に10時間以上要する場合もある。

## 参考画像

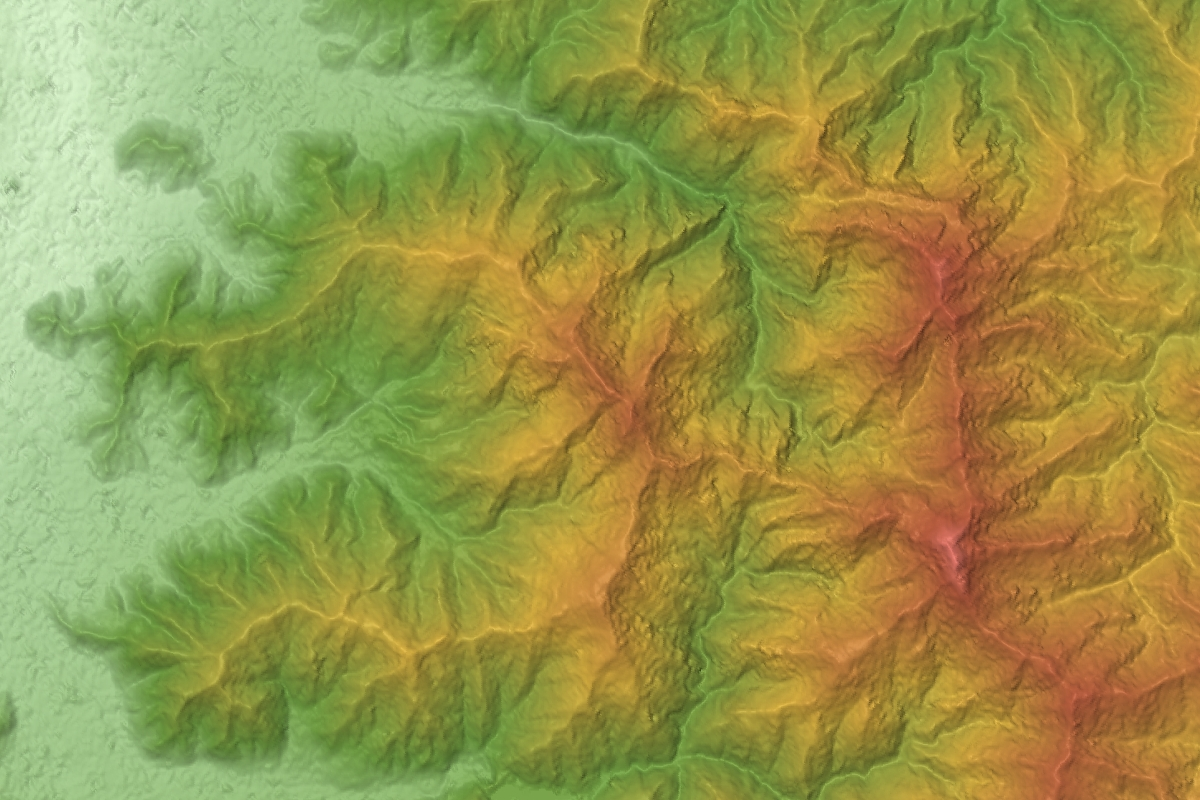
越後三山の地形図 八海山（中央）越後駒ヶ岳（右上）・中ノ岳（右下）
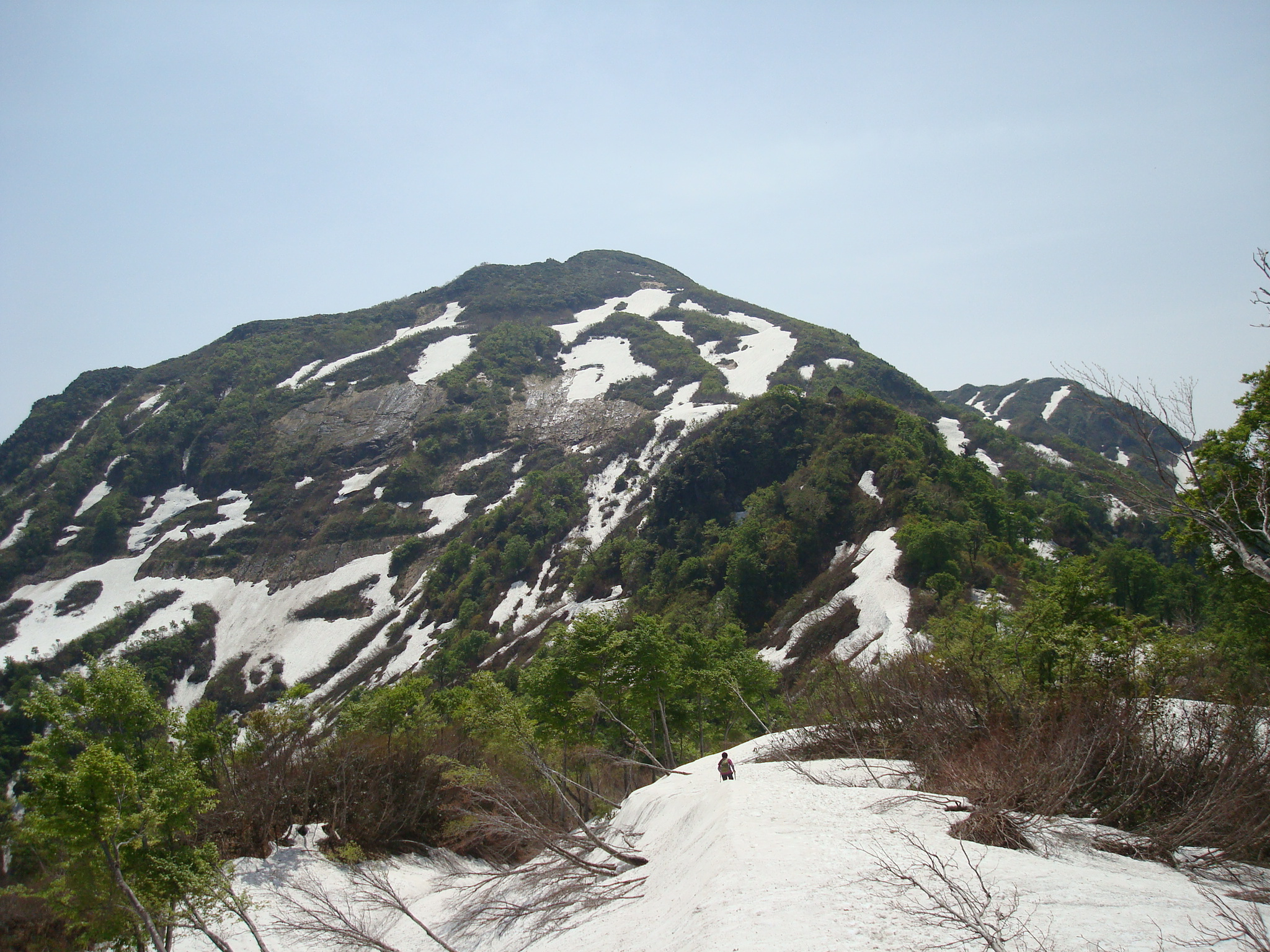
五合目付近から山頂を望む（残雪期）
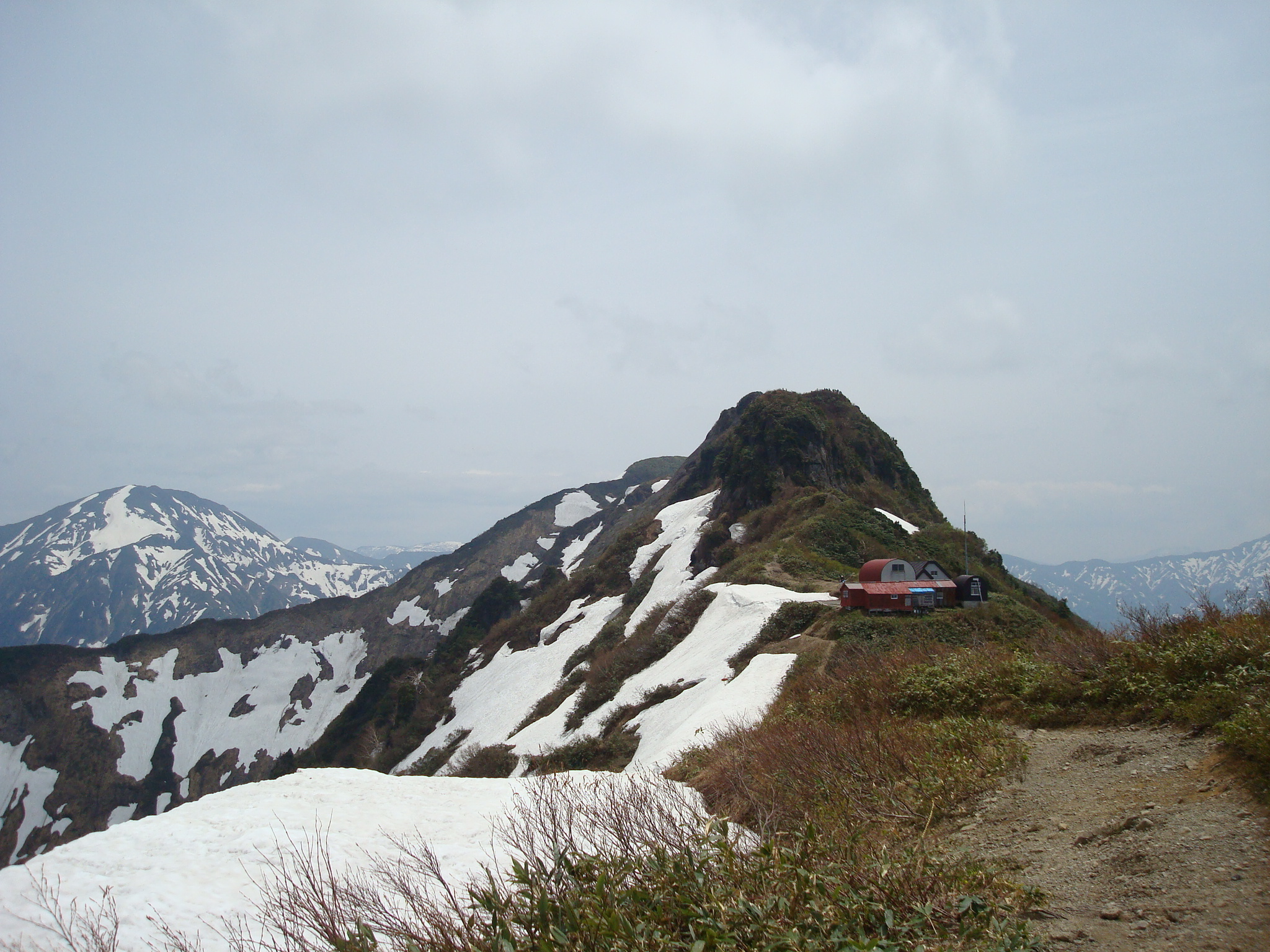
薬師岳から見た千本檜小屋（残雪期）
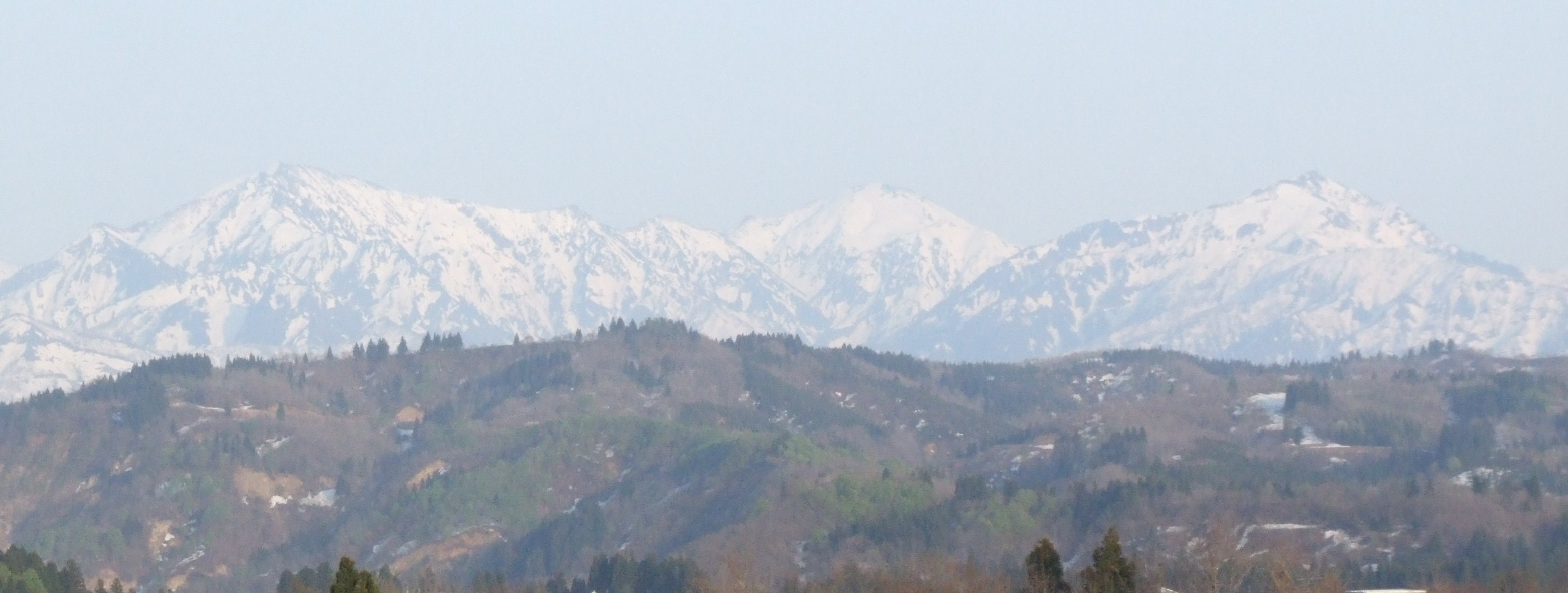
関越自動車道越後川口ICから望む越後三山 越後駒ヶ岳（左） 中ノ岳（中央） 八海山（右）
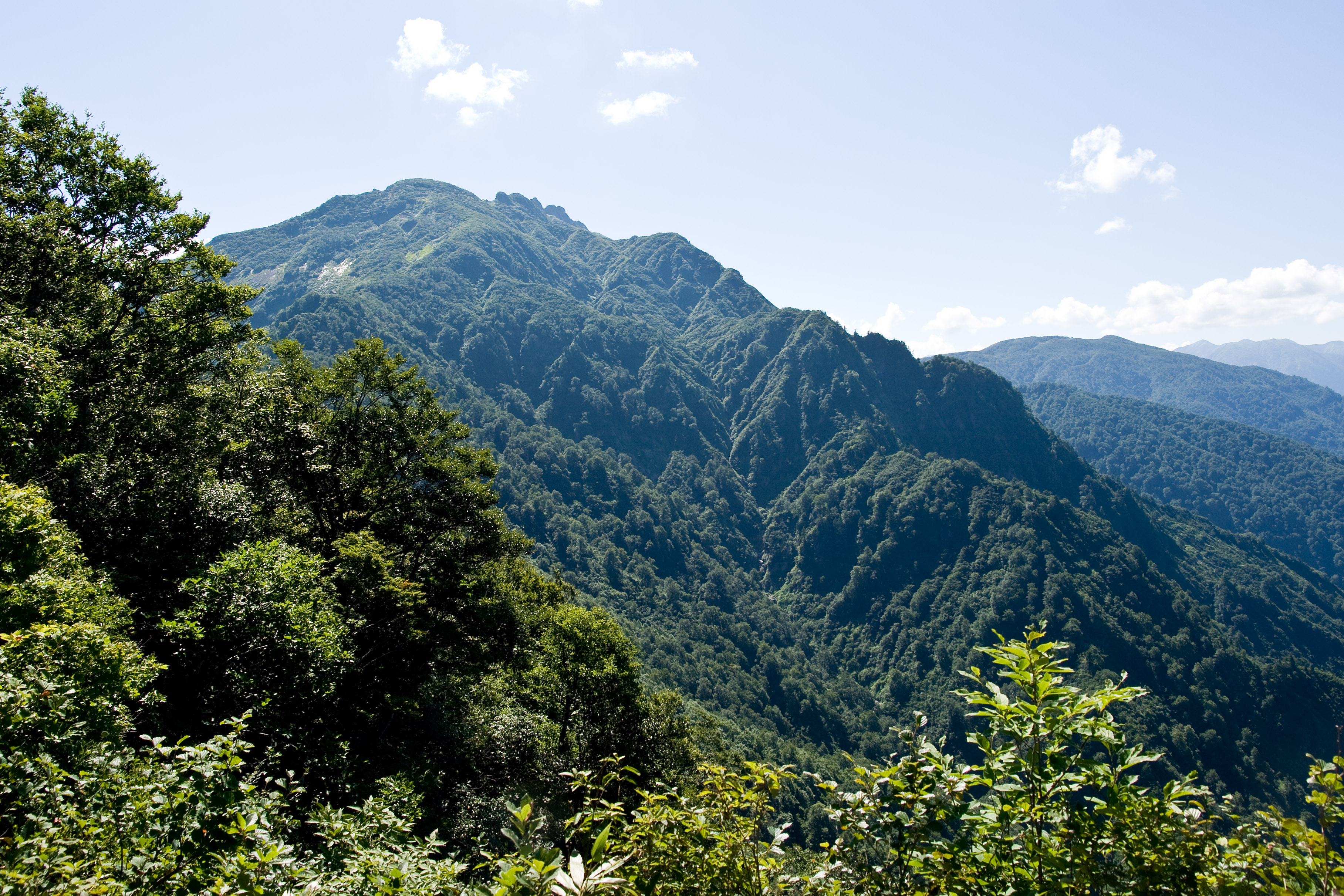
八海山ロープウェイ山頂駅付近から望む薬師岳
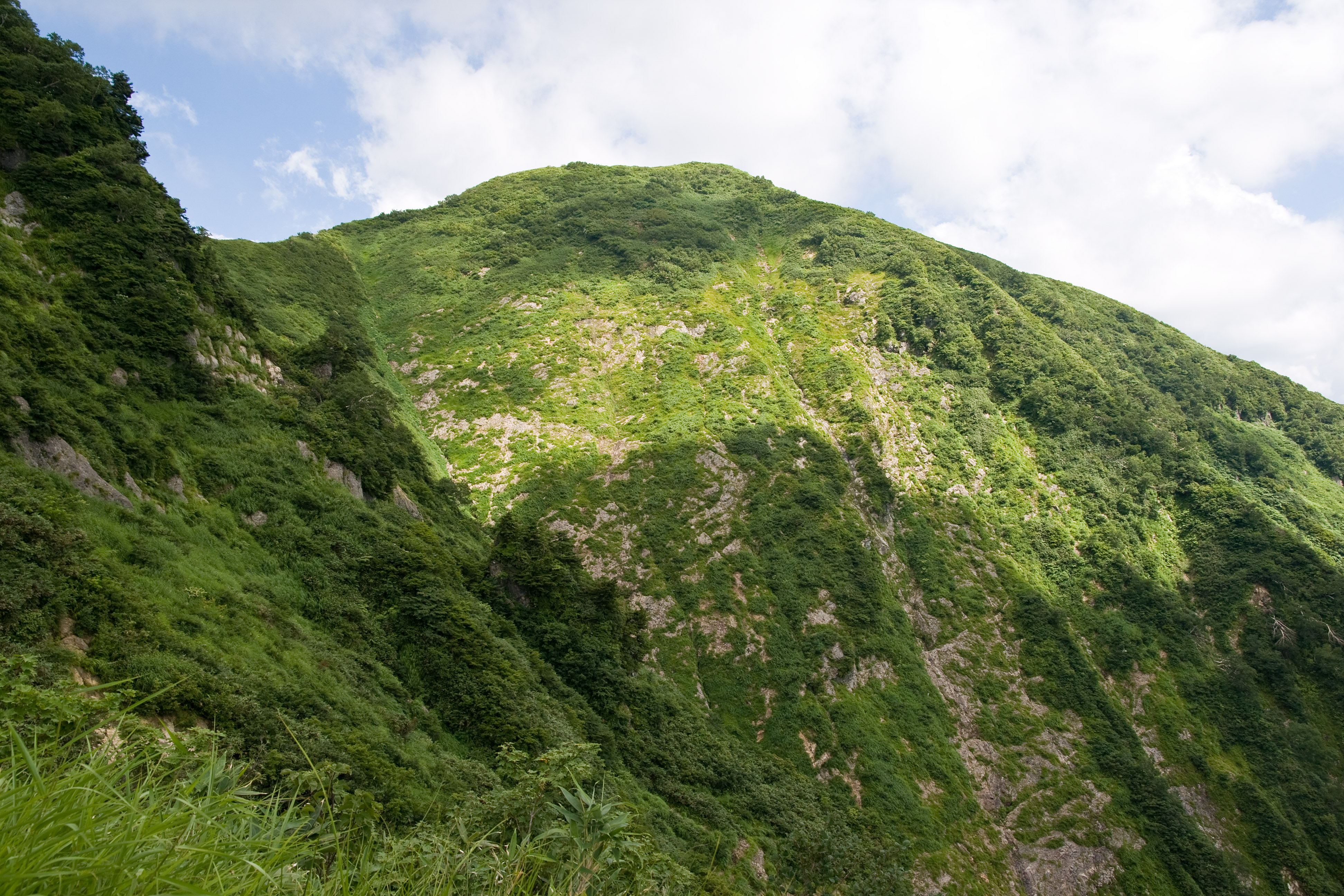
最高峰の入道岳
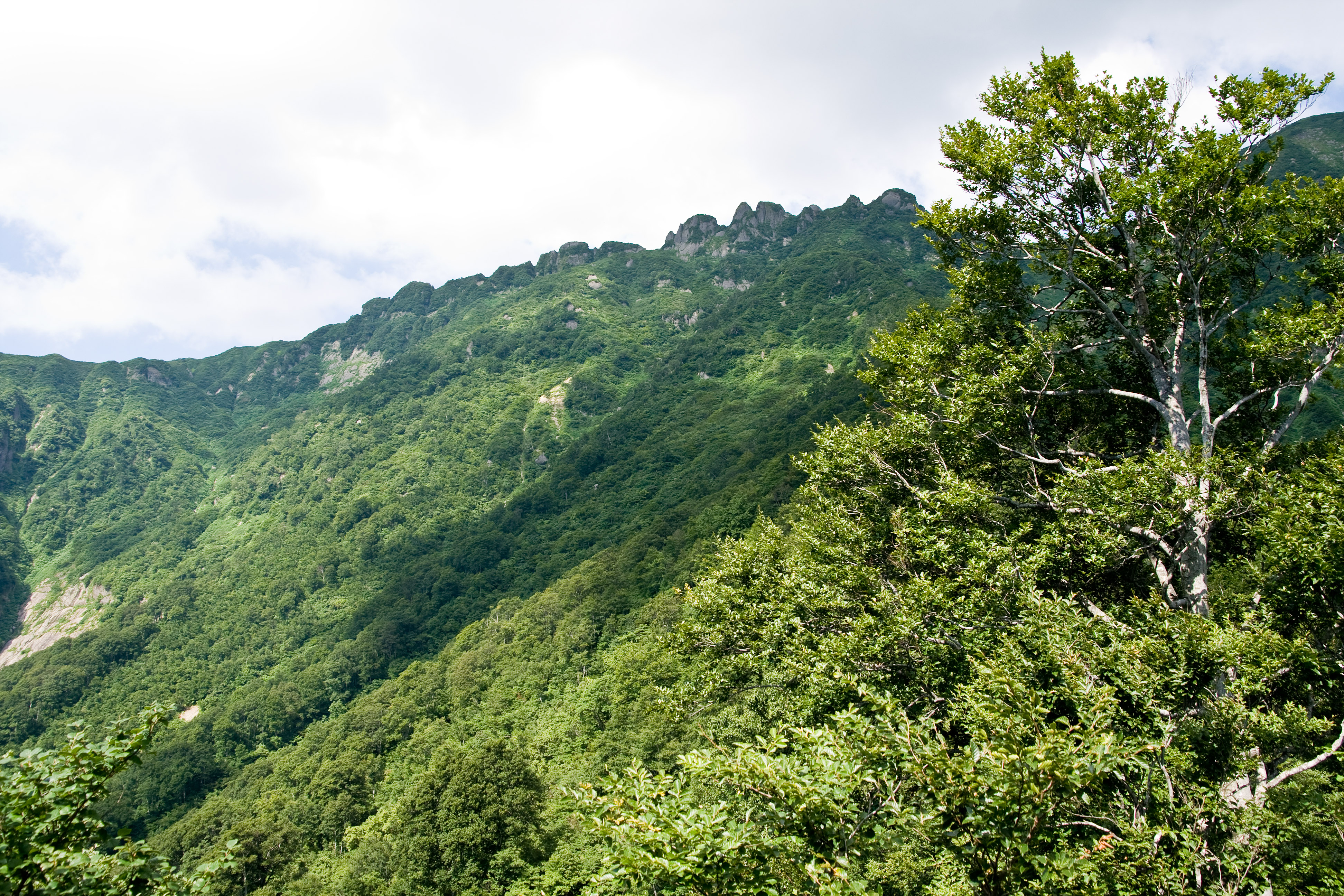
頂稜部の八ッ峰
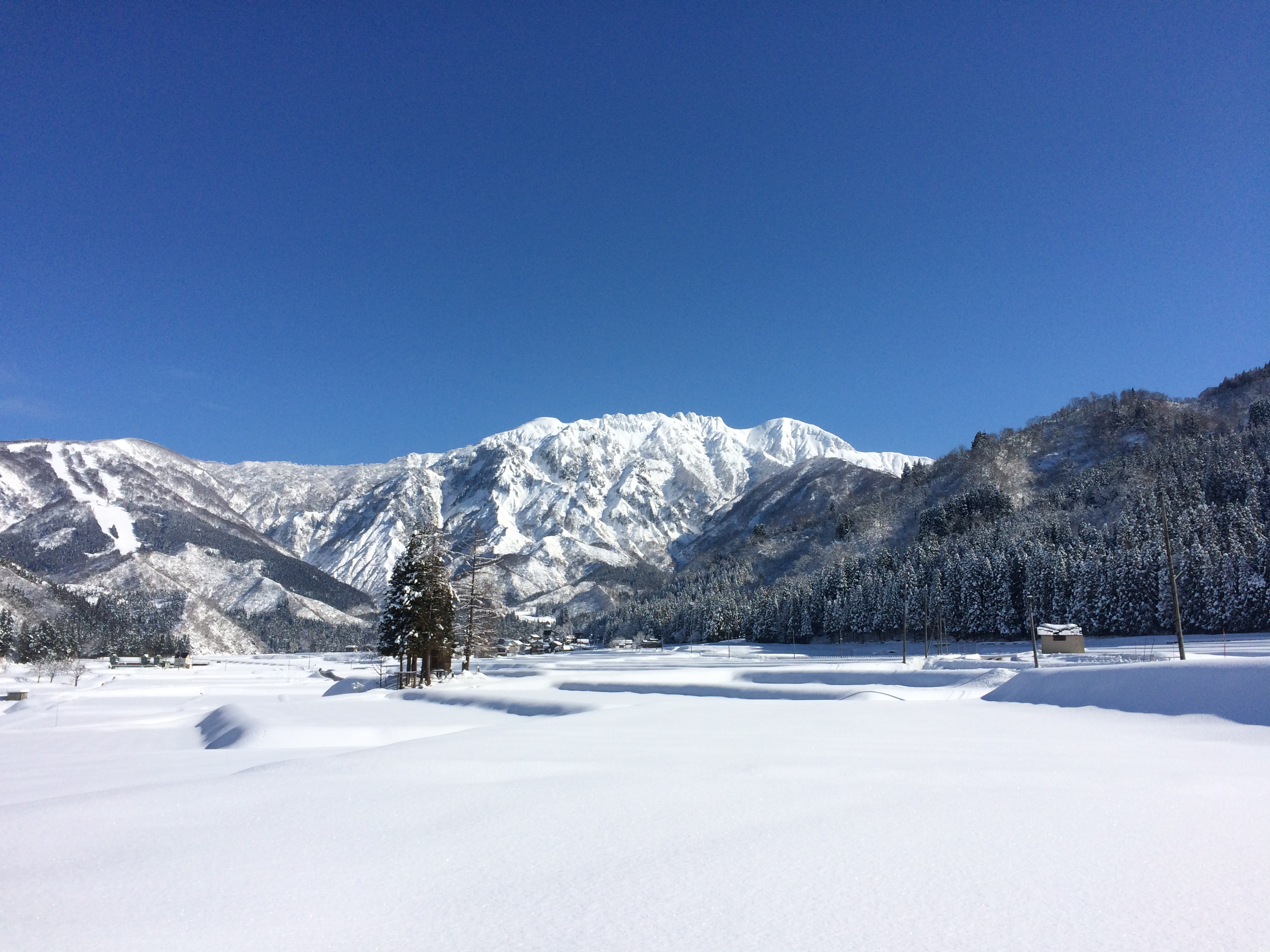
冬季の八海山

## その他
2009年に放送されたNHK大河ドラマ『天地人』の冒頭のタイトルバック映像において、妻夫木聡が演じる主人公の直江兼続が、八海山の山頂に立っているシーンが使われた。
毎年5月ごろ、雪が解けてきて馬の形になる。これを「田かき馬」と言い、田植えのシーズンと言われている。